# EHF Liga Mistrzów 2019/2020 (grupa C)
EHF Liga Mistrzów 2019/2020 - rozgrywki i tabela grupy C
| Lp. | Drużyna              | M  | Mecze | Mecze | Mecze | Bramki | Bramki | Bramki | Pkt |
| Lp. | Drużyna              | M  | W     | R     | P     | +      | −      | +/−    | Pkt |
| --- | -------------------- | -- | ----- | ----- | ----- | ------ | ------ | ------ | --- |
| 1.  | CD Bidasoa           | 10 | 6     | 3     | 1     | 297    | 246    | +51    | 15  |
| 2.  | Sporting CP          | 10 | 6     | 2     | 2     | 309    | 266    | +43    | 14  |
| 3.  | IK Sävehof           | 10 | 6     | 0     | 4     | 268    | 278    | −10    | 12  |
| 4.  | Tatran Preszów       | 10 | 3     | 1     | 6     | 260    | 279    | −19    | 7   |
| 5.  | Riihimäki Cocks      | 10 | 3     | 0     | 7     | 239    | 290    | −51    | 6   |
| 6.  | RK Eurofarm Rabotnik | 10 | 3     | 0     | 7     | 265    | 279    | −14    | 6   |

| Gospodarz \ Gość     | SAV   | PRE   | COC   | BIT   | IRU   | SPO   |
| IK Sävehof           |       | 30:29 | 28:22 | 25:24 | 24:33 | 29:24 |
| Tatran Preszów       | 23:28 |       | 30:19 | 31:29 | 23:25 | 22:37 |
| Riihimäki Cocks      | 25:30 | 29:27 |       | 23:21 | 18:28 | 25:23 |
| RK Eurofarm Rabotnik | 32:31 | 23:24 | 31:30 |       | 25:23 | 29:30 |
| CD Bidasoa           | 39:23 | 27:27 | 34:19 | 26:25 |       | 32:32 |
| Sporting CP          | 27:20 | 32:24 | 38:29 | 36:26 | 30:30 |       |

Wyniki
| 11 września 201919:00 | Riihimäki Cocks                  | 25:30(13:18) | IK Sävehof          | Cocks Areena, Riihimäki Widzów: 1217 Sędzia: Igor Covalciuc Alexei Covalciuc |
| 11 września 201919:00 | Yury Lukyanchuk 6 Yury Semenov 6 | 25:30(13:18) | 8 William Bogojevic | Cocks Areena, Riihimäki Widzów: 1217 Sędzia: Igor Covalciuc Alexei Covalciuc |
| 11 września 201919:00 | 5× · 1×                          | 25:30(13:18) | 5× · 1×             | Cocks Areena, Riihimäki Widzów: 1217 Sędzia: Igor Covalciuc Alexei Covalciuc |

| 14 września 201918:00 | Tatran Preszów  | 23:25(13:13) | CD Bidasoa                 | Tatran Handball Aréna, Preszów Widzów: 2425 Sędzia: Miklós Andorka Róbert Hucker |
| 14 września 201918:00 | Nino Grzentič 5 | 23:25(13:13) | 7 Kauldi Odriozola Yeregui | Tatran Handball Aréna, Preszów Widzów: 2425 Sędzia: Miklós Andorka Róbert Hucker |
| 14 września 201918:00 | 3× · 1×         | 23:25(13:13) | 1×                         | Tatran Handball Aréna, Preszów Widzów: 2425 Sędzia: Miklós Andorka Róbert Hucker |

| 15 września 201917:00 | RK Eurofarm Rabotnik                  | 29:30(16:15) | Sporting CP         | Sportska Sala Mladost, Bitola Widzów: 2100 Sędzia: Kürşad Erdoğan İbrahim Özdeniz |
| 15 września 201917:00 | Lovro Jotić 5 Wladyslaw Ostrouschko 5 | 29:30(16:15) | 10 Valentin Ghionea | Sportska Sala Mladost, Bitola Widzów: 2100 Sędzia: Kürşad Erdoğan İbrahim Özdeniz |
| 15 września 201917:00 | 2× · 1×                               | 29:30(16:15) | 2×                  | Sportska Sala Mladost, Bitola Widzów: 2100 Sędzia: Kürşad Erdoğan İbrahim Özdeniz |

| 18 września 201919:00 | IK Sävehof                            | 25:24(10:15) | RK Eurofarm Rabotnik | Partille Arena, Partille Widzów: 850 Sędzia: Denis Bolic Christoph Hurich |
| 18 września 201919:00 | Stefán Sunajko 5 Sebastian Karlsson 5 | 25:24(10:15) | 8 Lovro Jotić        | Partille Arena, Partille Widzów: 850 Sędzia: Denis Bolic Christoph Hurich |
| 18 września 201919:00 | 3× · 1× · 1×                          | 25:24(10:15) | 5× · 1×              | Partille Arena, Partille Widzów: 850 Sędzia: Denis Bolic Christoph Hurich |

| 21 września 201916:00 | CD Bidasoa                | 34:19(17:11) | Riihimäki Cocks | Pabellón Polideportivo Artaleku, Irun Widzów: 1793 Sędzia: Jiří Opava Pavel Válek |
| 21 września 201916:00 | Mikel Zabala Ugarteburu 5 | 34:19(17:11) | 5 Nico Rönnberg | Pabellón Polideportivo Artaleku, Irun Widzów: 1793 Sędzia: Jiří Opava Pavel Válek |
| 21 września 201916:00 | 2× · 2×                   | 34:19(17:11) | 3× · 2×         | Pabellón Polideportivo Artaleku, Irun Widzów: 1793 Sędzia: Jiří Opava Pavel Válek |

| 21 września 201918:30 | Sporting CP           | 32:24(17:14) | Tatran Preszów | Pavilhão João Rocha, Lizbona Widzów: 1868 Sędzia: Andrei Gousko Siarhei Repkin |
| 21 września 201918:30 | Frankis Carol Marzo 5 | 32:24(17:14) | 6 Lukáš Urban  | Pavilhão João Rocha, Lizbona Widzów: 1868 Sędzia: Andrei Gousko Siarhei Repkin |
| 21 września 201918:30 | 1× · 2×               | 32:24(17:14) | 3× · 2×        | Pavilhão João Rocha, Lizbona Widzów: 1868 Sędzia: Andrei Gousko Siarhei Repkin |

| 25 września 201919:00 | Riihimäki Cocks  | 29:27(15:12) | Tatran Preszów         | Cocks Areena, Riihimäki Widzów: 787 Sędzia: Bogdan Nicolae Stark Romeo Mihai Ștefan |
| 25 września 201919:00 | Teemu Tamminen 7 | 29:27(15:12) | 9 Javier Muñoz Cabezon | Cocks Areena, Riihimäki Widzów: 787 Sędzia: Bogdan Nicolae Stark Romeo Mihai Ștefan |
| 25 września 201919:00 | 6× · 3× · 1×     | 29:27(15:12) | 3× · 2×                | Cocks Areena, Riihimäki Widzów: 787 Sędzia: Bogdan Nicolae Stark Romeo Mihai Ștefan |

| 26 września 201919:00 | IK Sävehof            | 29:24(13:10) | Sporting CP                             | Partille Arena, Partille Widzów: 800 Sędzia: Doru Manea Radu Iliescu |
| 26 września 201919:00 | Jonathan Edvardsson 6 | 29:24(13:10) | 4 Edmilson Araújo 4 Frankis Carol Marzo | Partille Arena, Partille Widzów: 800 Sędzia: Doru Manea Radu Iliescu |
| 26 września 201919:00 | 3× · 3×               | 29:24(13:10) | 3× · 2×                                 | Partille Arena, Partille Widzów: 800 Sędzia: Doru Manea Radu Iliescu |

| 29 września 201912:10 | CD Bidasoa                   | 26:25(11:14) | RK Eurofarm Rabotnik    | Pabellón Polideportivo Artaleku, Irun Widzów: 1698 Sędzia: Tomislav Cindrić Robert Gonzurek |
| 29 września 201912:10 | Sergio De la Salud Novella 8 | 26:25(11:14) | 9 Wladyslaw Ostrouschko | Pabellón Polideportivo Artaleku, Irun Widzów: 1698 Sędzia: Tomislav Cindrić Robert Gonzurek |
| 29 września 201912:10 | 1× · 2×                      | 26:25(11:14) | 3× · 2× · 1×            | Pabellón Polideportivo Artaleku, Irun Widzów: 1698 Sędzia: Tomislav Cindrić Robert Gonzurek |

| 12 października 201918:00 | Tatran Preszów         | 23:28(10:16) | IK Sävehof     | Tatran Handball Aréna, Preszów Sędzia: Fabian Baumgart Sascha Wild |
| 12 października 201918:00 | Javier Muñoz Cabezon 8 | 23:28(10:16) | 11 Gzim Salihi | Tatran Handball Aréna, Preszów Sędzia: Fabian Baumgart Sascha Wild |
| 12 października 201918:00 | 3× · 3×                | 23:28(10:16) | 3× · 3×        | Tatran Handball Aréna, Preszów Sędzia: Fabian Baumgart Sascha Wild |

| 12 października 201918:30 | Sporting CP        | 30:30(16:17) | CD Bidasoa                     | Pavilhão João Rocha, Lizbona Widzów: 1653 Sędzia: Karim Gasmi Raouf Gasmi |
| 12 października 201918:30 | Valentin Ghionea 7 | 30:30(16:17) | 8 Rodrigo Alonso Salinas Muñoz | Pavilhão João Rocha, Lizbona Widzów: 1653 Sędzia: Karim Gasmi Raouf Gasmi |
| 12 października 201918:30 | 3× · 1×            | 30:30(16:17) | 1× · 2×                        | Pavilhão João Rocha, Lizbona Widzów: 1653 Sędzia: Karim Gasmi Raouf Gasmi |

| 13 października 201917:00 | RK Eurofarm Rabotnik    | 31:30(17:13) | Riihimäki Cocks  | Sportska Sala Mladost, Bitola Widzów: 2500 Sędzia: Miklós Andorka Róbert Hucker |
| 13 października 201917:00 | Wladyslaw Ostrouschko 8 | 31:30(17:13) | 8 Teemu Tamminen | Sportska Sala Mladost, Bitola Widzów: 2500 Sędzia: Miklós Andorka Róbert Hucker |
| 13 października 201917:00 | 4× · 2×                 | 31:30(17:13) | 4× · 2×          | Sportska Sala Mladost, Bitola Widzów: 2500 Sędzia: Miklós Andorka Róbert Hucker |

| 20 października 201912:10 | CD Bidasoa         | 39:23(18:12) | IK Sävehof     | Pabellón Polideportivo Artaleku, Irun Widzów: 1910 Sędzia: Miljan Vešović Novica Mitrović |
| 20 października 201912:10 | Jon Azkue Saizar 8 | 39:23(18:12) | 5 Adam Blanche | Pabellón Polideportivo Artaleku, Irun Widzów: 1910 Sędzia: Miljan Vešović Novica Mitrović |
| 20 października 201912:10 | 2× · 3×            | 39:23(18:12) | 4× · 2×        | Pabellón Polideportivo Artaleku, Irun Widzów: 1910 Sędzia: Miljan Vešović Novica Mitrović |

| 20 października 201918:00 | Riihimäki Cocks  | 25:23(12:11) | Sporting CP        | Cocks Areena, Riihimäki Widzów: 787 Sędzia: Marko Boričić Dejan Marković |
| 20 października 201918:00 | Teemu Tamminen 6 | 25:23(12:11) | 5 Valentin Ghionea | Cocks Areena, Riihimäki Widzów: 787 Sędzia: Marko Boričić Dejan Marković |
| 20 października 201918:00 | 4× · 2× · 1×     | 25:23(12:11) | 3× · 1×            | Cocks Areena, Riihimäki Widzów: 787 Sędzia: Marko Boričić Dejan Marković |

| 20 października 201917:00 | RK Eurofarm Rabotnik    | 23:24(14:13) | Tatran Preszów | Sportska Sala Mladost, Bitola Widzów: 3000 Sędzia: Bartosz Leszczyński Marcin Piechota |
| 20 października 201917:00 | Wladyslaw Ostrouschko 8 | 23:24(14:13) | 7 Oliver Rábek | Sportska Sala Mladost, Bitola Widzów: 3000 Sędzia: Bartosz Leszczyński Marcin Piechota |
| 20 października 201917:00 | 4× · 2×                 | 23:24(14:13) | 4× · 3×        | Sportska Sala Mladost, Bitola Widzów: 3000 Sędzia: Bartosz Leszczyński Marcin Piechota |

| 2 listopada 201916:00 | IK Sävehof            | 24:33(9:20) | CD Bidasoa                      | Partille Arena, Partille Widzów: 1284 Sędzia: Amar Konjičanin Dino Konjičanin |
| 2 listopada 201916:00 | Jonathan Edvardsson 5 | 24:33(9:20) | 5 Esteban Joaquín Salinas Muñoz | Partille Arena, Partille Widzów: 1284 Sędzia: Amar Konjičanin Dino Konjičanin |
| 2 listopada 201916:00 | 5×                    | 24:33(9:20) | 3× · 2× · 1×                    | Partille Arena, Partille Widzów: 1284 Sędzia: Amar Konjičanin Dino Konjičanin |

| 2 listopada 201916:30 | Sporting CP            | 38:29(23:15) | Riihimäki Cocks   | Pavilhão João Rocha, Lizbona Widzów: 1205 Sędzia: Denis Bolic Christoph Hurich |
| 2 listopada 201916:30 | Frankis Carol Marzo 11 | 38:29(23:15) | 11 Teemu Tamminen | Pavilhão João Rocha, Lizbona Widzów: 1205 Sędzia: Denis Bolic Christoph Hurich |
| 2 listopada 201916:30 | 4× · 1×                | 38:29(23:15) | 5× · 1×           | Pavilhão João Rocha, Lizbona Widzów: 1205 Sędzia: Denis Bolic Christoph Hurich |

| 2 listopada 201918:00 | Tatran Preszów  | 31:29(15:14) | RK Eurofarm Rabotnik    | Tatran Handball Aréna, Preszów Widzów: 1124 Sędzia: Gytis Šniurevičius Andrius Grigalionis |
| 2 listopada 201918:00 | Oliver Rábek 10 | 31:29(15:14) | 8 Wladyslaw Ostrouschko | Tatran Handball Aréna, Preszów Widzów: 1124 Sędzia: Gytis Šniurevičius Andrius Grigalionis |
| 2 listopada 201918:00 | 3×              | 31:29(15:14) | 5× · 2×                 | Tatran Handball Aréna, Preszów Widzów: 1124 Sędzia: Gytis Šniurevičius Andrius Grigalionis |

| 9 listopada 201916:00 | CD Bidasoa         | 27:27(12:15) | Tatran Preszów               | Pabellón Polideportivo Artaleku, Irun Widzów: 1910 Sędzia: Francesco Simone Pietro Monitillo |
| 9 listopada 201916:00 | Léo Renaud-David 6 | 27:27(12:15) | 6 Oliver Rabek 6 Lukáš Urban | Pabellón Polideportivo Artaleku, Irun Widzów: 1910 Sędzia: Francesco Simone Pietro Monitillo |
| 9 listopada 201916:00 | 2× · 1×            | 27:27(12:15) | 5× · 1×                      | Pabellón Polideportivo Artaleku, Irun Widzów: 1910 Sędzia: Francesco Simone Pietro Monitillo |

| 9 listopada 201916:00 | IK Sävehof                | 28:22(12:8) | Riihimäki Cocks | Partille Arena, Partille Widzów: 1592 Sędzia: Tomislav Cindrić Robert Gonzurek |
| 9 listopada 201916:00 | Christoffer Brännberger 6 | 28:22(12:8) | 4 4 zawodników  | Partille Arena, Partille Widzów: 1592 Sędzia: Tomislav Cindrić Robert Gonzurek |
| 9 listopada 201916:00 | 2× · 3×                   | 28:22(12:8) | 5× · 2×         | Partille Arena, Partille Widzów: 1592 Sędzia: Tomislav Cindrić Robert Gonzurek |

| 9 listopada 201918:30 | Sporting CP   | 36:26(17:11) | RK Eurofarm Rabotnik | Pavilhão João Rocha, Lizbona Widzów: 1341 Sędzia: Fabian Baumgart Sascha Wild |
| 9 listopada 201918:30 | Tiago Rocha 7 | 36:26(17:11) | 8 Lovro Jotić        | Pavilhão João Rocha, Lizbona Widzów: 1341 Sędzia: Fabian Baumgart Sascha Wild |
| 9 listopada 201918:30 | 2× · 2×       | 36:26(17:11) | 4× · 3×              | Pavilhão João Rocha, Lizbona Widzów: 1341 Sędzia: Fabian Baumgart Sascha Wild |

| 13 listopada 201918:00 | Tatran Preszów | 22:37(10:16) | Sporting CP        | Tatran Handball Aréna, Preszów Widzów: 1400 Sędzia: Miljan Vešović Novica Mitrović |
| 13 listopada 201918:00 | Lukáš Urban 6  | 22:37(10:16) | 8 Valentin Ghionea | Tatran Handball Aréna, Preszów Widzów: 1400 Sędzia: Miljan Vešović Novica Mitrović |
| 13 listopada 201918:00 | 5× · 2×        | 22:37(10:16) | 4× · 1×            | Tatran Handball Aréna, Preszów Widzów: 1400 Sędzia: Miljan Vešović Novica Mitrović |

| 17 listopada 201917:00 | RK Eurofarm Rabotnik                                  | 32:31(18:12) | IK Sävehof          | Sportska Sala Mladost, Bitola Widzów: 2000 Sędzia: Dzmitry Nabokau Siarhei Kulik |
| 17 listopada 201917:00 | Mirko Radović 6 Lovro Jotić 6 Wladyslaw Ostrouschko 6 | 32:31(18:12) | 9 William Bogojevic | Sportska Sala Mladost, Bitola Widzów: 2000 Sędzia: Dzmitry Nabokau Siarhei Kulik |
| 17 listopada 201917:00 | 2× · 2×                                               | 32:31(18:12) | 4× · 2×             | Sportska Sala Mladost, Bitola Widzów: 2000 Sędzia: Dzmitry Nabokau Siarhei Kulik |

| 17 listopada 201918:00 | Riihimäki Cocks  | 18:28(9:12) | CD Bidasoa                                    | Cocks Areena, Riihimäki Widzów: 757 Sędzia: Doru Manea Radu Iliescu |
| 17 listopada 201918:00 | Teemu Tamminen 5 | 18:28(9:12) | 7 Kauldi Odriozola Yeregui 7 Leo Renaud-David | Cocks Areena, Riihimäki Widzów: 757 Sędzia: Doru Manea Radu Iliescu |
| 17 listopada 201918:00 | 5× · 2×          | 18:28(9:12) | 1×                                            | Cocks Areena, Riihimäki Widzów: 757 Sędzia: Doru Manea Radu Iliescu |

| 20 listopada 202019:00 | Riihimäki Cocks  | 23:21(13:13) | RK Eurofarm Rabotnik | Cocks Areena, Riihimäki Widzów: 575 Sędzia: Ozren Backović Mirko Palačković |
| 20 listopada 202019:00 | Teemu Tamminen 6 | 23:21(13:13) | 5 Lovro Jotić        | Cocks Areena, Riihimäki Widzów: 575 Sędzia: Ozren Backović Mirko Palačković |
| 20 listopada 202019:00 | 5× · 2×          | 23:21(13:13) | 3× · 3×              | Cocks Areena, Riihimäki Widzów: 575 Sędzia: Ozren Backović Mirko Palačković |

| 23 listopada 201916:00 | CD Bidasoa                 | 32:32(16:16) | Sporting CP           | Pabellón Polideportivo Artaleku, Irun Widzów: 1925 Sędzia: Jesper Kirkholm Madsen Henrik Mortensen |
| 23 listopada 201916:00 | Kauldi Odriozola Yeregui 8 | 32:32(16:16) | 9 Frankis Carol Marzo | Pabellón Polideportivo Artaleku, Irun Widzów: 1925 Sędzia: Jesper Kirkholm Madsen Henrik Mortensen |
| 23 listopada 201916:00 | 2×                         | 32:32(16:16) | 5×                    | Pabellón Polideportivo Artaleku, Irun Widzów: 1925 Sędzia: Jesper Kirkholm Madsen Henrik Mortensen |

| 23 listopada 201916:00 | IK Sävehof           | 30:29(16:16) | Tatran Preszów          | Partille Arena, Partille Widzów: 1012 Sędzia: Erdoan Vitaku Arsim Vitaku |
| 23 listopada 201916:00 | William Bogojevic 12 | 30:29(16:16) | 7 Titouan Afanou Gatine | Partille Arena, Partille Widzów: 1012 Sędzia: Erdoan Vitaku Arsim Vitaku |
| 23 listopada 201916:00 | 3× · 2×              | 30:29(16:16) | 2× · 2× · 2×            | Partille Arena, Partille Widzów: 1012 Sędzia: Erdoan Vitaku Arsim Vitaku |

| 30 listopada 201917:00 | Sporting CP  | 27:20(14:9) | IK Sävehof           | Pavilhão João Rocha, Lizbona Widzów: 2564 Sędzia: Evgeny Zotin Nikolay Volodkov |
| 30 listopada 201917:00 | Luis Frade 6 | 27:20(14:9) | 5 Sebastian Karlsson | Pavilhão João Rocha, Lizbona Widzów: 2564 Sędzia: Evgeny Zotin Nikolay Volodkov |
| 30 listopada 201917:00 | 3× · 2×      | 27:20(14:9) | 2× · 4×              | Pavilhão João Rocha, Lizbona Widzów: 2564 Sędzia: Evgeny Zotin Nikolay Volodkov |

| 30 listopada 201917:30 | RK Eurofarm Rabotnik    | 25:23(14:15) | CD Bidasoa  | Sportska Sala Mladost, Bitola Widzów: 1950 Sędzia: Radojko Brkic Andrei Jusufhodzic |
| 30 listopada 201917:30 | Wladyslaw Ostrouschko 8 | 25:23(14:15) | 9 Rudy Seri | Sportska Sala Mladost, Bitola Widzów: 1950 Sędzia: Radojko Brkic Andrei Jusufhodzic |
| 30 listopada 201917:30 | 3× · 2×                 | 25:23(14:15) | 2× · 2×     | Sportska Sala Mladost, Bitola Widzów: 1950 Sędzia: Radojko Brkic Andrei Jusufhodzic |

| 30 listopada 201918:00 | Tatran Preszów         | 30:19(15:11) | Riihimäki Cocks  | Tatran Handball Aréna, Preszów Widzów: 1026 Sędzia: Jakub Jerlecki Maciej Łabuń |
| 30 listopada 201918:00 | Javier Muñoz Cabezon 8 | 30:19(15:11) | 8 Teemu Tamminen | Tatran Handball Aréna, Preszów Widzów: 1026 Sędzia: Jakub Jerlecki Maciej Łabuń |
| 30 listopada 201918:00 | 5× · 1×                | 30:19(15:11) | 5× · 3×          | Tatran Handball Aréna, Preszów Widzów: 1026 Sędzia: Jakub Jerlecki Maciej Łabuń |